# بن جکسون (بازیکن فوتبال، زاده ۲۰۰۱)
بن جکسون (انگلیسی: Ben Jackson؛ زادهٔ ۲۲ فوریهٔ ۲۰۰۱) بازیکن فوتبال اهل بریتانیا است.